# Roger Staub
Roger Staub (1. července 1936, Arosa, Švýcarsko – 30. června 1974, Verbier) byl švýcarský alpský lyžař.
Na olympijských hrách ve Squaw Valley roku 1960 vyhrál závod v obřím slalomu. Původně se domníval, že skončil druhý, až později mu bylo oznámeno, že čas Rakušana Stieglera byl špatně ohlášen. Má rovněž tři medaile z mistrovství světa, všechny ze šampionátu v roce 1958 v Bad Gasteinu: stříbro ze sjezdu, bronz z obřího slalomu a bronz z kombinace. Roku 1961 ukončil závodní kariéru a stal se instruktorem lyžařské školy ve Vailu v Coloradu. Měl také lyžařskou školu v rodné Arose a ve Švýcarsku provozoval obchod se sportovními potřebami.
V roce 1974 se zabil při delta plachtění (sport, který kombinuje lyžování a závěsné létání), v předvečer svých 38. narozenin.